# Grundstücksdatenbank
Die Grundstücksdatenbank (GDB) ist in Österreich die digitale Version von Grundbuch und Kataster. Sie wurde ab 1975 aus der Katastralmappe entwickelt; ab 1980 wurden sämtliche Grundbücher Österreichs nach und nach digital erfasst. Sie ist flächendeckend für das gesamte Bundesgebiet verfügbar.
Der Zugriff auf die Daten ist (gegen Gebühr) für jedermann möglich, da das Grundbuch und damit die Grundstücksdatenbank ein öffentliches Verzeichnis ist. Der Zugriff erfolgt über das Internet.
Die Grundstücksdatenbank enthält folgende Datenbestände:
- Grundstücksverzeichnis und Grundbuch
- Digitale Katastralmappe (DKM)
- Koordinatendatenbank: Koordinaten der amtlichen Festpunkte und der Grenzpunkte
- Regionalinformationen: Informationen über Gemeinden und Katastralgemeinden, Straßennamen und Adressen
- Mappenblattdatenbank: Informationen über die Verfügbarkeit der DKM
- Historisches Grundstücksverzeichnis: Veränderungen am Grundstücksbestand in Österreich.

Geführt wird die Datenbank von den Grundbuchsgerichten (zuständig für das Grundbuch) und von den Vermessungsämtern.
Die Urkunden- und die Plansammlung, die jene Urkunden (Kaufverträge etc.) bzw. Pläne (Vermessungspläne, Teilungspläne usw.) enthält, auf die die Veränderungen im Grundbuch und im Kataster zurückzuführen sind, wurden seinerzeit nicht auf IT umgestellt. Jedoch wird die Urkundensammlung seit 2005 elektronisch geführt: "neue" Urkunden können daher über das Internet abgefragt werden.